# CRASH! (藤原ゆかの漫画)
『CRASH!』（クラッシュ!）は、藤原ゆかによる漫画。日本の集英社が発行している漫画雑誌『りぼん』にて2007年5月号から連載開始し、2009年12月号をもって第1部が終了。その後、同誌2010年4月号から2013年8月号まで第2部が連載されたが、主人公は第1部とは異なっている。単行本はりぼんマスコットコミックス（集英社）から全16巻が刊行されている。すごくかっこいい5人を上手に表現されている。

## あらすじ

### 第1部
芸能事務所ホワイトスター社長・白星蝶子の娘、白星花は、アイドルの原石を見ると鼻血が出るという特異体質の持ち主。ホワイトスターでは、創立10周年に向けて大型新人アイドルを出す企画が提案されていた。そんな中、花はあるイベントで偶然に5人の男の子たちと出会い、彼らと共に新しいアイドルグループ「CRASH」の結成を決意した。その後、花は「CRASH」のプロデューサーとして「CRASH」をトップアイドルへ導くため一生懸命仕事をこなして行く。花がプロデューサーになり、「CRASH」も努力し徐々に人気も高まって行く。そんな中、黒瀬桐と紫ノ塚怜が花に恋をし始める。

### 第2部
「CRASH」の結成から2年後。「CRASH」は今や押しも押されもせぬトップアイドルグループへと成長し、ホワイトスターも業界最大の事務所へと急成長を遂げていた。そんな中、「CRASH」のメンバー・緑川一彦の高校の後輩である茶倉由衣は、一彦の推薦でホワイトスターの手伝いのアルバイトをすることになった。バイト先の先輩から嫌がらせをうけたり、ワラフジ芸能事務所（バイトの先輩の父が経営している）に拉致されたりする。拉致されたときは黒瀬桐と紫ノ塚怜によって助けられる。その後、由衣は紫ノ塚怜に恋をし、花と桐と怜と由衣の４人でＷデートに行った時に由衣は怜に告白するが振られてしまう。そんな中、桐は花にキスをするが花が鈍感であっけなく桐は告白を失敗してしまう。

## 登場人物
※キャストはVOMIC / VOMIC特別バージョン / アニメ版の順。

### 第1部
白星 花（しらぼし はな）
声 - 中原麻衣 / 内田彩 / 不明
誕生日：4月7日 / 血液型：O型 / 身長：160cm
第1部の主人公。高校1年生（第2部では高3）。芸能事務所ホワイトスター社長・白星蝶子（後述）の娘だが、守秘義務のため学校ではその事を伏せている。「アイドルの素質がある人間を見ると鼻血が出る特異体質」を活かして、これまでに「桃原まりか」や「CRASH」などをスカウトしてきた。幼い頃、ホワイトスターの事務所に所属していたアイドル(景ちゃん)に励ましてもらったことがきっかけで、アイドルのプロデュースに人生を懸ける決意を下した。快活な性格で、特にアイドルに対する教育に関しては熱血を注ぐが、恋愛には興味がなく鈍感なタイプ。第２部で桐に好意を持っていることが発覚する。始めは告白はしないといっていたが、ユイと一彦の1件があってからまっすぐな思いは届くと信じ、告白。晴れて両想いとなる。かなり鈍感な性格のため、告白されるまで、桐と怜に好意を持たれていることに全く気付いていなかった。人気投票では4位。
黒瀬 桐（くろせ きり）
声 - 谷山紀章 / 小林正典 / 鈴木達央
誕生日：8月4日 / 血液型：B型 / 身長：175cm → 177cm（第2部)
アイドルグループ「CRASH」のメンバー。高校1年生（第2部では高3）。花と同じ高校に通学。が、一度も花と同じクラスになったことがない。「CRASH」のメンバーの中では紫ノ塚怜（後述）と並ぶ人気上位の存在。
父親の借金返済のため、割のいいアルバイトを探していた時に花にスカウトされた。自由奔放で型破り、度胸も満点の性格。短気で怒りっぽく、周囲とのトラブルも絶えない問題児だが、おだてられるとすぐ調子に乗る上、お金と食べ物にも釣られやすい。ギターの演奏が得意で、「CRASH」のセカンドシングルの作曲も手がけた。即興で曲を作れるらしいが、思いつきのためすぐ忘れてしまう。歌唱力は特別に高いわけではないが、人を惹き付ける魅力がある。理央（りお）という小さな妹がいる。花に好意を抱いている。第２部では、自分のバイクを買って通勤している。花に無理やりキスをしたことがある。花から好意を持たれていることに気づいておらず、花は怜に好意を持っており二人は交際しているかもしれないと勘違いをしている。が、それでも告白する。花が桐を好きだというまで勘違いはつづいた。人気投票では5位。
紫ノ塚 怜（しのづか れい）
声 - 石井一貴 / 霜月紫 / 立花慎之介
誕生日：9月11日 / 血液型：A型 / 身長：171cm → 172cm（第2部）
「CRASH」のメンバー。高校1年生（第2部では高3）。当初は泉三郎（後述）の経営する泉プロダクションから声を掛けられていたが、最終的に花の誘いを受け入れた。「CRASH」のメンバーの中では黒瀬桐と並ぶ人気上位の存在。
クールで生真面目な性格のため、型破りな性格の桐とは反りが合わずよく喧嘩をしているが、互いに「CRASH」のメンバーであることに誇りを持っている点だけは共通している。
世界的に有名なマジシャン・Mr.シノヅカの息子で、彼自身もマジックを得意とする。常に携帯している小さな水晶玉を用いて人探しをするダウジングの特技も備える。英語に堪能で、アメリカ人とも通訳を介さずに会話を交わせる。他のメンバーと異なり、感情の表出や表情の変化が少ないが、花の前では何度か微笑みを見せたことがある。舞という、顔はそっくりだが性格は対照的な姉がいる。第２部では、由衣に告白されるが断る。花の桐への気持ちに気づいており、花の気持ちを隠すことを手伝うと言う。花に対して頑張れと言うなど、最後まで花の恋を応援していた。今は桐と花と両想いな事を認めているが、桐が花を傷つけたら絶対に許さないらしい。人気投票では2位。
赤松 順平（あかまつ じゅんぺい）
声 - 阿部敦 / 渡辺和貴 / 柿原徹也
誕生日：3月15日 / 血液型：O型 / 身長：170cm
「CRASH」のリーダー。高校2年生（第2部では仕事一筋）。
元々はストリートダンスのチームで活躍していたスポーツ万能の熱血純情少年。誰とでもすぐに仲良くなれる上、仲間のことを優先して行動できる、責任感の強い性格。個性も性格も異なる「CRASH」の5人を1つにまとめている要石のような存在であり、黒瀬桐と紫ノ塚怜の喧嘩を止められる唯一の人物。花からの信頼も厚く、「CRASH」のリーダーを任されている。
女の子の前ではすぐに緊張してしまうのが弱点で、メンバーの中では唯一、花のことを他人行儀に「プロデューサー」と呼んでいる。同じ事務所の所属タレントである桃原まりか（後述）とは互いに好意を寄せ合っている関係だが、女の子に対して奥手な彼自身の性格と、アイドル同士の自由な恋愛を許さない芸能界の掟のため、正式な交際には至っていない。噂話とテレビの大好きな母親と2人の弟（鉄平・航平）がいる。後に桃原まりかとは結婚し、1人の子供がいる。人気投票では6位。
緑川一彦（みどりかわ かずひこ）
声 - 高城元気 / 斎藤楓子 / 内山昂輝
誕生日：1月20日 / 血液型：A型 / 身長：165cm → 169cm（第2部）
「CRASH」のメンバー。中学3年生（第2部では高2）。
緑川流日本舞踊の家元の跡取り息子。赤松順平とは幼なじみであり、一緒にスカウトされて事務所に入った。メンバーの中では最年少で、おとなしい性格。黒瀬桐からは「チビ彦」と呼ばれ、よくいじめられている。舞台では、日本舞踊で培った洗練された優雅な動きと身のこなしを披露し、高い評価を得る。家では祖母を大切にする優しい孝行息子で、ファンの子供たちにも親切に対応する。花の指示で女装をしても全く違和感のない中性的な顔立ちで、声も可愛らしく、青柳侑吾（後述）との初対面時には学生服を着ていたにも関わらず女の子と間違えられた。第2部では、昔なじみで、高校の後輩である茶倉由衣（後述）に好意を寄せており、後に告白し付き合う事になる。が、週刊誌に写真を撮られ大人になったら迎えに行くと約束し、別れてしまう。大人になると2人は結婚する。人気投票では1位。
青柳 侑吾（あおやぎ ゆうご）
声 - 箭内仁 / 中村優也 / 柳田淳一
誕生日：6月13日 / 血液型：AB型 / 身長：180cm
「CRASH」のメンバー。高校2年生（第2部では大学1年）。
芸能事務所ホワイトスターのチーフマネージャーの弟。金持ちでメンバーの中で一番の長身。プレイボーイで、ほぼ毎日女の子とのデートの予約が入っているが、仕事上の約束は忠実に守っている。何事にも楽天的で、細かいことにはこだわらない性格だが、プレイボーイであるが故の経験上、仲間内の恋愛については神経質な所があり、赤松順平と桃原まりか（後述）の関係がスキャンダル記事にされた時には、アイドル同士の自由な恋愛を許されない順平の立場に同情し、不快な表情を見せた。また、一彦と由衣の交際についても、二人の真剣さを試すためにわざと嫌がらせのような行為を仕掛けたことがある。特技はピアノ演奏で、高校進学までは多くのコンクールで受賞していた。バイオリン演奏もこなし、楽曲のコピーも得意とする。人気投票では7位。
桃原 まりか（ももはら まりか）
声 - 志村由美
誕生日：4月22日
芸能事務所ホワイトスターに所属の清純派アイドルタレントで、芸能人としては「CRASH」の先輩に当たる。花と同じ学年で高校1年生。7歳の時に母親を亡くしており、家族は父親と弟・妹の計4人。父親は当初、彼女の芸能界入りに反対していたが、現在は応援してくれている。同じ事務所に所属している「CRASH」との共演でTVドラマに出演するなど、人気も上昇中。赤松順平とは互いに好意を寄せ合っているが、順平と同じ理由により、正式な交際には至っていない。後に2人は結婚。
白星 蝶子（しらぼし ちょうこ）
声 - 小野涼子
誕生日：7月19日
花の母親で、芸能事務所ホワイトスターの社長。アイドル発掘に関する花の才能に信頼を寄せ、「CRASH」のプロデュースを花に一任しているが、肝心な時には厳しい説教もする。アルバイトとしての黒瀬桐に雑用をさせるなど人使いが荒い。
白星 大樹（しらぼし たいき）
声 - 増田隆之
誕生日：11月27日
花の父親。芸能事務所ホワイトスターの副社長で、花と黒瀬桐が最初に出会うきっかけを作った人物。プロデューサーとしての立場上、人前でなかなか弱音を吐くことができない花にとっての良き相談相手である。普段は屋台でラーメンを作っており、黒瀬桐は花と出会う以前から常連客であった。
青柳 恭吾（あおやぎ きょうご）
誕生日：12月29日
芸能事務所ホワイトスターのチーフマネージャー。侑吾の10歳年長の兄。
尾山 正幸（おやま まさゆき）
誕生日：2月11日 / 血液型：O型
芸能事務所ホワイトスターの新人マネージャーで、花からはまるで後輩のように扱われている。心配性。
四条 学（しじょう まなぶ）
誕生日：2月26日 / 身長：180cm → 183cm
桐のクラスメート。高校1年生（第2部では高3）。生真面目な性格で、型破りな性格の桐とは反りが合わない。花に恋文（ラブレター）を出すも、恋は実らず。花と桐が一緒にいるのを見て2人が交際しているものと誤解。その後誤解は解けたが、花に対する好意と桐への対抗心から、アイドルグループ「スタディ5」に加入。
一吹 景斗（いぶき けいと）
誕生日：10月10日 / 血液型：B型 / 身長：182cm
トップアイドルグループ「ALFA」のリーダー。26歳（第2部では28歳）。フランス人と日本人のハーフで、花とは幼なじみ。花の「アイドルの素質がある人間を見ると鼻血が出る特異体質」が目覚めるきっかけを作った人物でもある。かつて弱小だった頃の芸能事務所ホワイトスターに所属していた。長年にわたってトップアイドルの座に保持し続けていたが、世代交代の時期が来たことを悟り、花に引退を告げた。
しかし、実際には2年後の第2部でも「ALFA」は現役で活動している模様。
五十嵐 要（いがらし かなめ）
誕生日：11月9日
「ALFA」と並ぶ人気アイドルグループ「Dark」のリーダー。大阪の出身で、関西弁を使う。ストリートミュージシャンから実力で人気アイドルの座に登り詰めた経歴の持ち主。成長著しい新人グループである「CRASH」に対しては強い敵意を向けているが、2度にわたる勝負を経て、次第にその実力を認めつつある。
三井 健太（みつい けんた）、三井 涼太（みつい りょうた）
誕生日：12月5日 / 血液型：O型
CRASHより先にデビューしている双子のアイドルユニット「P‐S」のメンバー。
泉 三郎（いずみ さぶろう）
泉プロダクションの社長。腹黒い性格で、紫ノ塚怜の争奪戦に敗れた逆恨みから、様々な手段を使って芸能事務所ホワイトスターを陥れようと画策する。
スティーブン・スミス
世界的に著名なアメリカの映画監督。非常にユーモアのある陽気な人物で、日本で偶然出会った黒瀬桐とは言葉が通じないにも関わらず意気投合し、映画出演を依頼したこともある。その後、「CRASH」の初単独ライブ開催時には、花からの要請に応えて仕事先の香港からわずか2時間で駆け付け、演出や宣伝のために全面協力した。
冴川 美雪（さえかわ みゆき）
辣腕の女性音楽プロデューサー。「Dark」のプロデュースも担当している。誇り高く、かつ売上至上主義のため、アイドル達と一緒に仕事を楽しむことを第一の信条にしている花と対立。「CRASH」のプロデュース権を自分に譲るよう花に迫る。元アイドルだったが、本人は当時の話題を持ち出されるのを嫌がっている。

### 第2部
茶倉 由衣（さくら ゆい）
声 - 池辺久美子 / 赤﨑千夏
誕生日：9月23日
第2部の主人公。高校1年生。緑川一彦の高校の1年後輩。
快活な女の子だが、かなりドジな所があり、よく転んで額にケガをしており友達に心配される事が多い。小学3年生の頃に３ヶ月間だけ通っていた日本舞踊教室で一彦と出会っており、高校進学後、7年ぶりに再会した。その後、一彦の推薦により芸能事務所ホワイトスターにてアルバイトとして採用。仕事では未熟さも残るが、持ち前の前向きさで少しずつつ成長している。紫ノ塚怜に告白するも、恋は実らず。一彦から愛の告白を受け、怜と一彦の間で揺れ動いていたが、後に告白を受け入れ付き合う事に。一彦と同じ理由により1度別れるが、大人になり結婚。妹（由紀）がいる。ウサギを飼っている。人気投票では3位。

## ラジオドラマ（VOMIC）
2008年4月に、集英社のインターネットラジオ局「Sラジ」からVOMICの配信された。また、2011年2月には、実写版CRASHのメンバーが演じるVOMIC特別バージョンが配信されている。

## テレビアニメ
おはスタ内でショートアニメが放送された。第1回が2012年11月13日、第2回が2012年11月20日、第3回2012年11月27日放映。

## イメージソング
「CRASH ON YOU」
作詞 - 藤原ゆか / 作曲 - 中山真斗 / 編曲 - 上松範康 / 歌 - CRASH
VOMICの特別バージョンにて、実写版CRASHのメンバーが歌っている。
「君と永遠に同じ夢を見る」
作詞 - 藤林聖子 / 作曲・編曲 - 雅大 / 歌 - 野水いおり
アニメ版のスペシャルコラボソング。

## ノベライズ
- 広瀬晶著 『CRASH!』集英社〈集英社みらい文庫〉 全4巻

1. 運命の鼻血 2011年11月4日 ISBN 978-4-08-321051-8
2. 衝撃のデビュー!! 2012年3月5日 ISBN 978-4-08-321075-4
3. トップアイドルへの階段 2012年9月5日 ISBN 978-4-08-321113-3
4. 深まるきずな 2012年11月5日 ISBN 978-4-08-321124-9

## 書誌情報
- 藤原ゆか作 『CRASH!』 集英社〈りぼんマスコットコミックス〉 全16巻

1. 2007年10月15日 ISBN 978-4-08-856779-2
2. 2008年 2月15日 ISBN 978-4-08-856802-7
3. 2008年 7月15日  ISBN 978-4-08-856826-3
4. 2008年12月15日 ISBN 978-4-08-856859-1
5. 2009年 5月15日 ISBN 978-4-08-856886-7
6. 2009年10月15日 ISBN 978-4-08-867013-3
7. 2010年 3月15日 ISBN 978-4-08-867041-6
8. 2010年 8月15日 ISBN 978-4-08-867068-3
9. 2011年 2月15日 ISBN 978-4-08-867097-3
10. 2011年 6月15日 ISBN 978-4-08-867123-9
11. 2011年11月15日 ISBN 978-4-08-867152-9
12. 2012年 3月15日 ISBN 978-4-08-867183-3
13. 2012年 7月13日 ISBN 978-4-08-867208-3
14. 2012年12月14日 ISBN 978-4-08-867237-3
15. 2013年 5月15日 ISBN 978-4-08-867267-0
16. 2014年 2月14日 ISBN 978-4-08-867310-3